# ハロルド・トラスコット
ハロルド・トラスコット（Harold Truscott 1914年8月23日 - 1992年10月7日）は、イギリスの作曲家、ピアニスト。
ロンドン出身。ギルドホール音楽演劇学校や王立音楽大学で学び、王立音楽大学ではオーランド・モーガンとアンガス・モリソンにピアノを、ハーバート・ハウエルズに作曲を師事した。その後ハッダースフィールド工業大学で教鞭をとった。彼の作品は1950年代にBBCでしばしば取り上げられた。作品は拡張された調性と複雑な対位法が特徴で、神秘主義の影響があらわれている。

## 作品

### 管弦楽曲
- 弦楽オーケストラのためのエレジー（1944）
- 交響曲ホ長調（1949-50）
- 組曲ト長調（1966）

### 室内楽曲
- 弦楽四重奏曲第1番（1944）
- 弦楽四重奏曲第2番（1945）
- フルート、ヴァオリン、ヴィオラのためのトリオイ長調（1950）
- クラリネットソナタ第1番（1959）
- クラリネットソナタ第2番（1965）
- オーボエソナタ（1965）
- クラリネットソナタ第3番（1966）
- ホルンソナタ（1975-81）
- チェロソナタ（1982-87）